# Meritaito
Meritaito Oy est une entreprise publique finlandaise spécialisée dans les services liés aux infrastructures hydrauliques. 

## Présentation
Depuis décembre 2018, Meritaito est une filiale d'une autre société d'État, Arctia Oy.
Meritaito coopère avec l'Agence finlandaise de l'environnement sur la pollution par les hydrocarbures et la prévention des dommages environnementaux.
Ses principaux navires sont:
- Kummeli
- Letto
- Linja
- Oili I
- Oili II
- Oili III
- Oili IV
- Seili
- Sektori